# Democratici per una Bulgaria Forte
Democratici per una Bulgaria Forte (in bulgaro Демократи за силна България, ДСБ?, Demokrati za silna Bălgarija, DSB) è un partito politico liberal-conservatore bulgaro.
DSB è stato fondato da Ivan Kostov nel 2004 ed è membro del Partito Popolare Europeo. Kostov era stato primo ministro e leader dell'Unione delle Forze Democratiche (SDS) ed aveva abbandonato il partito dopo un aspro scontro con il nuovo segretario Nadežda Mihailova.
Alle elezioni politiche del 2005, DSB ottenne il 7,1% dei voti, contro l'8,4% ottenuto dalla coalizione "Forze Democratiche Unite", guidata dalla SDS. Entrambe le formazioni politiche si posero all'opposizione del governo di centro-sinistra composto da socialisti (BSP), liberali (NSDV) e democratici-turchi (DPS).
Già alle europee del 2007 DSB è sceso al 4,35% dei voti. Del reso anche la SDS è calata al 4,74%. I due partiti moderati, nonostante il forte calo dei partiti di governo, sono stati penalizzati dall'affermazione di "Cittadini per lo Sviluppo Europeo della Bulgaria", conservatori, che ha ottenuto il 21,68% dei consensi. Alle elezioni politiche anticipate del 2009 DSB e SDS diedero vita alla "Coalizione Blu" che ottenne il 6,5% dei voti e 15 seggi, 5 dei quali andarono a DSB. Le elezioni vennero vinte da GERB, che ottenne il 39,7% dei voti e 116 seggi su 240. Alle elezioni parlamentari del 2013, DSB e SDS si presentarono divisi. Entrambi non elessero deputati ed ottennero un risultato deludente in termini di voti (2,9% per DSB e 1,4% per SDS).

## Risultati elettorali
| Elezione                 | Voti    | %     | Seggi    |
| ------------------------ | ------- | ----- | -------- |
| Parlamentari 2005        | 234.788 | 6,46  | 17 / 240 |
| Europee 2007             | 84.350  | 4,35  | 0 / 18   |
| Europee 2009             | 204.817 | 7,95  | 1 / 17   |
| Parlamentari 2009        | 285.662 | 6,76  | 15 / 240 |
| Parlamentari 2013        | 103.638 | 2,93  | 0 / 240  |
| Europee 2014             | 144.532 | 6,45  | 1 / 17   |
| Parlamentari 2014        | 291.806 | 8,89  | 23 / 240 |
| Parlamentari 2017        | 86.984  | 2,54  | 0 / 240  |
| Europee 2019             | 118.484 | 5,88  | 1 / 17   |
| Parlamentari aprile 2021 | 302.280 | 9,31  | 27 / 240 |
| Parlamentari 2023        | 621.069 | 23.54 | 10 / 240 |
| 1. 2. 3. 4.              |         |       |          |